# Gino Paoli
Gino Paoli (ur. 23 września 1934 w Monfalcone, Gorycja, Friuli-Wenecja Julijska) – włoski piosenkarz, kompozytor i autor tekstów piosenek.
Gino Paoli razem z takimi piosenkarzami jak Umberto Bindi, Fabrizio De André, Bruno Lauzi i Luigi Tenco był reprezentantem tzw. genueńskiej szkoły śpiewających autorów, ugrupowania artystów, którzy postawili sobie za cel gruntowne odnowienie włoskiej muzyki popularnej na przełomie lat 50. i 60.
Gino Paoli należy do najważniejszych reprezentantów włoskiej muzyki popularnej lat 60. i 70.
Ważniejsze przeboje Gina Paolego: „Il cielo in una stanza”, „La gatta”, (1960), „Senza fine” (1961), „Sapore di sale” (1963), „A Milano non crescono fiori”, „Ieri ho incontrato mia madre” (1964).

## Życiorys

### Początki
Gino Paoli przyszedł na świat w Monfalcone w prowincji Gorycja, gdzie jego ojciec Aldo pracował jako inżynier okrętowy. Jako dziecko przeniósł się do Genui zamieszkując w dzielnicy Pegli, gdzie jego ojciec, pochodzący z Toskanii dostał pracę. Matka, urodzona na terenie Istrii musiała opuścić te tereny w związku czystkami etnicznymi stosowanymi podczas II wojny światowej przez partyzantów jugosłowiańskich. Była ona pianistką i to jej Gino Paoli zawdzięczał zamiłowanie do muzyki. Do 18 roku życia żył samotnie. Nie przejawiał chęci do nauki, w przeciwieństwie do brata Guido, który został fizykiem, choć wcześniej próbował swych sil jako muzyk. Sam Gino chciał być malarzem, później znalazł pracę jako grafik. W Genui poznał Luigiego Tenco, z którym się zaprzyjaźnił. Obaj zaczęli wspólnie improwizować. Z czasem do tych prób przyłączył się Bruno Lauzi. Oprócz muzyki Gino Paoli interesował się również literaturą, czytając powieści Millera i Céline’a oraz poezję Sbarbara. Krąg jego znajomych poszerzał się stopniowo obejmując takie postacie jak Umberto Bindi, Fabrizio De André, Joe Sentieri, Giorgio Calabrese oraz bracia Gian Piero i Gianfranco Reverberi. Dwaj ostatni zaprosili pewnego dnia do Mediolanu Gina Paolego na przesłuchania w firmie fonograficznej Ricordi. Pod kierownictwem artystycznym Nanniego Ricordiego Gino Paoli nagrał w 1959 roku swoje pierwsze single: „La tua mano”, „Non occupatemi il telefono”, „Senza parole”, „Sassi”, ale nie odniosły one sukcesów.

### Lata 60.

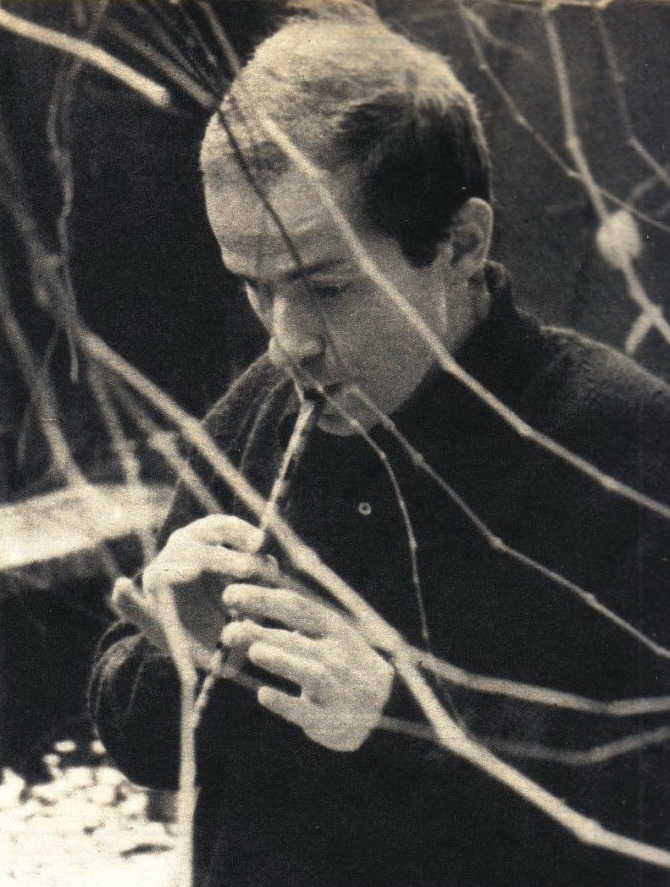
Gino Paoli (1960)

Ten sam los spotkał nagrany w 1960 roku autobiograficzny singel „La gatta”, sprzedany w ciągu 3 pierwszych miesięcy w 119 egzemplarzach. Jednak pewien rozgłos spowodował, iż później nagranie, w zmienionej wersji, weszło na listy przebojów i sprzedało się w ilości 100 tysięcy egzemplarzy, przyciągając uwagę specjalistów z branży; piosenka wzbudziła zainteresowanie samego Mogola, znanego autora tekstów, który zgodził się firmować własnym nazwiskiem dzieło młodego Gina Paolego, nie będącego jeszcze wówczas członkiem SIAE (Włoskiego Stowarzyszenia Autorów i Wydawców).
To właśnie Mogol zaproponował Minie, piosenkarce o ustalonej już pozycji, nagranie utworu „Il cielo in una stanza”, napisanej wprawdzie przez Gina Paolego, ale podpisanej przez Mogola jako autora tekstu i Renato Angioliniego jako kompozytora (pod pseudonimem Toang). Jak wyjaśniał autor, inspiracją do napisania tej piosenki stał się jego pobyt w domu publicznym. Sukces komercyjny tego nagrania, znajdującego się ponad 6 miesięcy na liście przebojów i na pierwszym miejscu najlepiej sprzedawanych singli roku 1960 utwierdził ostatecznie pozycję Gina Paolego jako głównego reprezentanta piosenki autorskiej we Włoszech.
Rok 1961 okazał się bardzo ważny dla Gina Paolego tak pod względem artystycznym jak i prywatnym. Był to rok jego debiutu na Festiwalu Piosenki Włoskiej w San Remo piosenką „Un uomo vivo”, śpiewaną w parze ze zwycięzcą poprzedniego festiwalu, Tony Dallarą. Piosenka zajęła w finale 10. miejsce. W tym samym roku Gino Paoli poznał młodą piosenkarkę Ornellę Vanoni i wdał się z nią w związek uczuciowy, który stał się inspiracją do kilku jego piosenek o miłości: „Senza fine”, „Anche se”, „Me in tutto il mondo” i „Che cosa c'è”, wykonywanych również przez Vanoni. Piosenka „Senza fine” doczekała się w latach następnych około 300 wersji na całym świecie, a Gino Paoli otrzymał za nią gratulacje od samego Herberta von Karajana i Hoagy Carmichaela. Dzięki Ginowi Paolemu i jego czterem przyjaciołom: Umbertowi Bindiemu, Brunowi Lauziemu, Luigiemu Tenco i Fabriziowi de André narodziła się w Genui piosenka autorska, rewolucyjna forma ekspresji muzycznej, której celem było wyrażanie uczuć i zdarzeń z prawdziwego życia przy pomocy niekonwencjonalnego języka; piosenka autorska przestała być tym samym pojęciem czysto rozrywkowym i stała się pod każdym względem formą sztuki.
8 października ukazał się na rynku debiutancki album Gina Paolego, zatytułowany jego imieniem i nazwiskiem. Zawierał 15 piosenek, z których tylko jedna nie była jego autorstwa. Album miał rozkładaną okładkę i dołączoną 4-stronicową książeczkę z tekstami otworów.
W 1962 roku, podczas długiego tournée po Włoszech Gino Paoli spotkał młodą aktorkę, Stefanię Sandrelli i zakochał się w niej. Z ich związku, okrzykniętego skandalicznym przez prasę i opinię publiczną (jako że piosenkarz był już żonaty i właśnie spodziewał się syna, a Stefania była jeszcze nieletnia) urodziła się w 1964 roku Amanda, w wieku dojrzałym również aktorka.
Tymczasem Nanni Ricordi opuścił swoją wytwórnię i przyłączył się do RCA Italiana, a Gino Paoli podążył za nim. Nagrał piosenkę „Non andare via” (cover „Ne me quitte pas” Jacques’a Brela, którego w międzyczasie zdążył poznać) oraz kolejne albumy: Le cose dell’amore (1962) i Basta chiudere gli occhi (1963) oraz największy, jak się później miało okazać, przebój w swojej karierze, zatytułowany „Sapore di sale”, zaaranżowany przez samego Ennio Morricone; artysta wyjaśniał, że inspiracją do tego nagrania był jego związek ze Stefanią Sandrelli. Przebój wziął udział w konkursie Cantagiro. Przy tej okazji doszło do konfliktu Gino z większością opinii publicznej, a ciąg problemów z tym związanych wpędził młodego artystę w kryzys; w niewyjaśniony sposób usiłował on 13 lipca 1963 roku popełnić samobójstwo, strzelając sobie w serce. Przeżył, chociaż pocisku nie udało się usunąć z klatki piersiowej.
W 1964 roku Gino Paoli uczestniczył w Festiwalu Piosenki Włoskiej w San Remo z piosenką „Ieri ho incontrato mia madre”, śpiewaną w parze z Antoniem Prieto. Po nagraniu kilku piosenek, tym razem nie własnego autorstwa („Lei sta con te”, „Rimpiangerai rimpiangerai”) Gino Paoli wydał album nagrany w studiu na żywo i z udziałem publiczności, Gino Paoli allo Studio A, kończąc na tym swój kontrakt z RCA. Artysta podpisał umowę z firmą CGD, ale złoty okres w jego twórczości był już zamknięty. Wystartował wprawdzie w 1966 w Festiwalu w San Remo z piosenką „La carta vincente” ale utwór nie dotarł do finału. wszystko to sprawiło, że w następnych latach Gino Paoli już nie występował w świetle jupiterów. Zaczął występować za niewielkie pieniądze w salach tanecznych i night-clubach Ligurii, zetknął się też z narkotykami; uwolnił się od nich dopiero po ciężkim wypadku samochodowym, z którego udało mu się wyjść bez szwanku. Pod koniec dekady nagrał kilka singli: „Dio ti dà” (1968), „Come si fa” (1969), „Il tuo viso di Sole” (1969), spróbował też swych sil w roli łowcy talentów lansując młodą piosenkarkę Violę Valentino.

### Lata 70.
Po paru latach milczenia Gino Paoli powrócił w 1971 roku trylogią albumów nagranych dla wytwórni Durium: Le due facce dell'amore, Rileggendo vecchie lettere d'amore i Amare per vivere; lansowane przez Renzo Arbore w jego audycjach radiowych i telewizyjnych albumy świadczyły o bardziej dojrzałej i konkretnej wizji życia artysty, ich powodzenie ograniczyło się jednak tylko do kręgów wielbicieli piosenkarza. W tych latach Gino Paoli utwierdził swoją pozycję jako wydawca muzyczny dzięki nabyciu praw autorskich do twórczości zespołu Bee Gees. Powodzenie u krytyki dało piosenkarzowi podnietę do publikacji kolejnych wydawnictw, takich jak: I semafori rossi non sono Dio, album w całości oparty na utworach katalońskiego śpiewającego poety Joana Manuela Serrata, Ciao, salutime un po' Zena, śpiewanego po genueńsku czy podwójnego Il mio mestiere. Mniejszym uznaniem cieszyły się natomiast single Gina Paolego; choć były to utwory godne uwagi, starannie opracowane i zaaranżowane, to jednak większość słuchaczy zignorowała je.

### Lata 80.
W latach 80. wydał album Ha tutte le carte in regola, dedykowany zmarlemu w 1980 roku na raka Pierowi Ciampiemiu. Duże powodzenie u fanów przyszło nieoczekiwanie z albumem Una lunga storia d'amore, który Gino Paoli skomponował pierwotnie jako czołówkę dźwiękową do Una donna allo specchio, filmu z 1984 z udziałem Stefanii Sandrelli; album stał się potem hitem piosenkarza, porównywalnym z jego największymi przebojami sprzed lat. W 1985 roku Gino Paoli i Ornella Vanoni rozpoczęli tournée po Włoszech, uwieńczone później podwójnym, koncertowym albumem Insieme. W 1989 roku artysta po raz kolejny uczestniczył w Festiwalu Piosenki Włoskiej w San Remo z piosenką „Questa volta no”. W tym samym roku nakładem wytwórni Fonit Cetra/Ricordi ukazał się jego podwójny album koncertowy, Gino Paoli ’89 dal vivo.

### Lata 90.
1990 był rokiem kolejnego sukcesu Gina Paolego – ukazał się jego album Matto come un gatto, z wiodącym przebojem „Quattro amici”. W nagraniu tym artysta zacytował kilka fraz z piosenki „Vita spericolata” Vasca Rossiego. W 1992 roku wyszła natomiast kompilacja Senza contorno, solo... per un'ora, któraś z kolei reedycja starych przebojów z niewydanym dotychczas nagraniem „La bella e la bestia”, z filmu Disneya pod tym samym tytułem, zaśpiewanego przez artystę w duecie z córką Amandą Sandrelli. W 1996 roku ukazał się album Appropriazione indebita, na którym Gino zamieścił własne wersje przebojów Charles'a Aznavoura, Jamesa Taylora, Johna Lennona i innych znanych muzyków. W październiku 1998 roku ukazał się album Pomodori, na którym znalazła się piosenka poświęcona Marcellowi Mastroianniemu, „Noi che non ci siamo accorti”. Choć album zawierał szereg dobrze napisanych piosenek i chwytliwych melodii, jak: „Pomodori”, „Lacrime di coccodrillo”, „Babbo Natale” czy „Maria”, to nie udało mu się zdobyć szerokiej popularności.

### XXI wiek
W 2000 roku Gino Paoli wydał album Per una storia, zawierający orkiestrowe opracowania jego największych przebojów oraz 3 nagrania premierowe, w tym utwór tytułowy. Kolejne dwa lata upłynęły pod znakiem jego koncertów z ludźmi jazzu (pianista Renato Stellani, trębacz Enrico Rava). W 2002 roku artysta raz jeszcze powrócił na Festiwal Piosenki Włoskiej w San Remo z piosenką „Un altro amore”, która zajęła trzecie miejsce i zdobyła nagrodę krytyki za najlepszy tekst roku. Utworem tym Gino Paoli potwierdził swoją pozycję lidera włoskiej sceny muzycznej, zawsze zdolnego do odnowy przy zachowaniu charakterystycznej formy i treści swoich piosenek, które zawsze odróżniały go od innych artystów. W tym samym roku wziął udział w koncercie Pavarotti and Friends, występując z takimi artystami jak James Brown, Sting, Lou Reed, Grace Jones, Zucchero i Andrea Bocelli. Rok zamknął z bilansem ponad 80 koncertów, danych z orkiestrą Dimi di Roma zarówno w dużych teatrach, jak i na wolnym powietrzu.
W 2004 roku ukazał się album Ti ricordi? No, non mi ricordo z niewydanymi wcześniej utworami, zrealizowany wspólnie z Ornellą Vanoni; był on częścią ich wspólnego tournée. W tym samym roku ukazała się ich wspólna książka, Noi due una lunga storia, do której dołączono wspomniany album.
W 2005 roku nakładem wydawnictwa Dalai ukazała się książka Gianniego Borgni Gino Paoli. Una lunga storia d'amore z dołączoną płytą DVD.
W 2007 roku wydana została kompilacja Milestones – Un incontro in jazz, nagrana z udziałem takich włoskich muzyków jazzowych jak: Enrico Rava, Danilo Rea, Flavio Boltro, Rosario Bonaccorso i Roberto Gatto.
17 maja 2013 roku Gino Paoli został wybrany prezesem SIAE, stawiającej sobie za cel zwalczanie piractwa i promowanie praw autorskich. Zrezygnował ze stanowiska 24 lutego 2015 roku w następstwie dochodzenia Korpusu Straży Skarbowej, zamierzającego oskarżyć go o oszustwa podatkowe w związku z transferem 2 milionów euro do Szwajcarii.

## Lansowanie młodych talentów, współpraca z innymi artystami
Jako łowca talentów Gino Paoli odkrył i wylansował Lucia Dallę i Fabrizia De André. W okresie współpracy z wytwórnią RCA Italiana zajmował się też tłumaczeniem i adaptacją piosenek francuskiego śpiewającego poety Alain Barrière’a.
Wiele piosenek napisanych przez Gino wykonywanych było przez jego kolegów po fachu. Poza wymienionymi już Miną i Ornellą Vanoni byli to: Claudio Villa, Carla Boni, Umberto Bindi, Luigi Tenco, Gianni Morandi, Carmen Villani, Patty Pravo i Franco Battiato.
Gitarzysta jazzowy Wes Montgomery na swoim albumie z 1964 roku, zatytułowanym Movin' Wes nagrał jazzową wersję piosenki „Senza fine”.
Współpraca z Patty Pravo zaowocowała natomiast wykonaniem przez wenecką piosenkarkę przebojów Gina Paolego „Non andare via” („Ne me quitte pas”) w 1970 roku i „Di vero in fondo” w 1971.
W 1986 roku Gino Paoli napisał wspólnie z Zucchero piosenki „Come il sole all'improvviso” i „Con le mani”.
W 2000 roku współpracował z zespołem Giuliano Palma and The Bluebeaters nad nowymi wersjami swoich starych przebojów: „Domani” i „Che cosa c'è”.

## Udział w Festiwalu Piosenki Włoskiej w San Remo
- 1961 – „Un uomo vivo” śpiewana w parze z Tonym Dallarą
- 1964 – „Ieri ho incontrato mia madre” śpiewana w parze z Antoniem Prieto (czwarte miejsce)
- 1966 – „La carta vincente” śpiewana w parze z Ricardo
- 1989 – „Questa volta no”
- 2002 – „Un altro amore” (trzecie miejsce)

## Działalność polityczna
W 1987 roku Gino Paoli wystartował w wyborach parlamentarnych i został wybrany posłem z ramienia Włoskiej Partii Komunistycznej (później Demokratyczna Partia Lewicy). W Parlamencie zajął jednak miejsce w szeregach tzw. Niezależnej Grupy Lewicowej jako poseł niezrzeszony, ponieważ nie chciał się wiązać z żadną partią polityczną. W 1992 roku pożegnał się z działalnością polityczną. Był również asesorem w gminie Arenzano.

## Życie prywatne
Na przełomie lat 50. i 60. był związany z Anną Fabri, z którą następnie się ożenił; w 1964 roku urodził im się syn Giovanni. W 1964 roku związał się z aktorką Stefanią Sandrelli, z którą ma córkę Amandę (ur. 1964). Następnie żonaty z Paolą Penzo, z którą ma dwóch synów, Nicolò (ur. 1981) i Tomaso (ur. 1992).

## Dyskografia

### Albumy
- 1961 – Gino Paoli
- 1962 – Le cose dell'amore
- 1964 – Basta chiudere gli occhi
- 1965 – Gino Paoli allo Studio A
- 1966 – Le canzoni per "Emmeti"
- 1967 – Gino Paoli and The Casuals (z The Casuals)
- 1971 – Le due facce dell'amore
- 1971 – Rileggendo vecchie lettere d'amore
- 1972 – Amare per vivere
- 1974 – I semafori rossi non sono Dio
- 1975 – Ciao, salutime un po' Zena
- 1976 – Le canzoni di Gino Paoli (kompilacja)
- 1977 – Il mio mestiere
- 1978 – La ragazza senza nome
- 1979 – Il gioco della vita
- 1980 – Ha tutte le carte in regola
- 1984 – Averti addosso
- 1984 – La luna e il Sig. Hyde
- 1985 – Insieme (na żywo z Ornellą Vanoni)
- 1986 – Cosa farò da grande
- 1988 – Sempre (kompilacja)
- 1988 – L'ufficio delle cose perdute
- 1989 – Gino Paoli '89 dal vivo (na żywo)
- 1991 – Matto come un gatto
- 1992 – Senza contorno solo... per un'ora
- 1994 – King Kong
- 1995 – Amori dispari
- 1996 – Appropriazione indebita
- 1998 – Pomodori
- 2000 – Per una storia
- 2002 – Se
- 2004 – Una lunga storia (kompilacja)
- 2004 – Ti ricordi? no non mi ricordo (z Ornellą Vanoni)
- 2005 – Vanoni Paoli Live (na żywo z Ornellą Vanoni)
- 2007 – Milestones – Un incontro in jazz

### Single i EP-ki
- 1959 – „La tua mano” (EP) „I cavalieri”/„Senza parole”/„Dormi”/„Non occupatemi il telefono” (Gino Paoli & I Cavalieri)
- 1959 – „Dedicato a te”/„Senza parole”
- 1959 – „Dormi”/„Non occupatemi il telefono”
- 1959 – „La notte”/„Per te”
- 1959 – „La tua mano”/„Chiudi”
- 1960 – „Come un bambino” („Je t'appartiens”)/? (Gino Paoli/Ricky Gianco)
- 1960 – „Grazie”/„Volevo averti per me”
- 1960 – „Il cielo in una stanza”/„Però ti voglio bene”
- 1960 – „Io vivo nella luna” (EP) „La gatta”/„Maschere”/„Io vivo nella luna”/„Co-eds”
- 1960 – „La gatta”/„Io vivo nella luna”
- 1960 – „Maschere”/„Co-eds”
- 1960 – „Sassi”/„Maschere”
- 1960 – „Sassi”/„Maschere” (wznowienie)
- 1961 – „Gli innamorati (sono sempre soli)”/„Senza Fine”
- 1961 – „Il cielo in una stanza” (EP) „Il cielo in una stanza”/„Un uomo vivo”/„Grazie”/„Sassi”
- 1961 – „Un delitto perfetto d'amore”/„Me in tutto il mondo”
- 1961 – „Un uomo vivo”/„In un caffè”
- 1961 – „Un vecchio bambino”/„Tu prima o poi”
- 1962 – „Devi sapere” („Il faut savoir”)/„Non andare via” („Ne me quitte pas”)
- 1962 – „Le cose dell'amore”/„Due poveri amanti”
- 1962 – „Una di quelle”/„Anche se”
- 1963 – „Basta chiudere gli occhi”/„Domani”
- 1963 – „Che cosa c'è”/„Sarà così”
- 1963 – „Sapore di sale”/„La nostra casa”
- 1963 – „Solo te”/„La storia di un ricordo”
- 1964 – „Ieri ho incontrato mia madre”/„Ricordati”
- 1964 – „Lei sta con te” („Your other love”)/„Vivere ancora”
- 1964 – „Prima di vederti”/„Sarà lo stesso”
- 1965 – „La gatta”/„Il cielo in una stanza”
- 1965 – „Rimpiangerai, rimpiangerai”/„Il poeta”
- 1965 – „Sassi”/„Grazie”
- 1965 – „Un uomo che vale”/„Sempre”
- 1966 – „A che cosa ti serve amare”/„Due ombre lunghe”
- 1966 – „La carta vincente”/„La vita è un valzer”
- 1967 – „Il mondo in tasca”/„Io che sarei”
- 1968 – „I giorni senza te”/„La vita è come un ring”
- 1968 – „Se Dio ti dà”/„Dormi”
- 1969 – „Albergo a ore” („Les amants d'un jour”)/„Il tuo viso di sole”
- 1969 – „Come si fa”/„Monique”
- 1970 – „Un pò di pena”/„Accade così”
- 1971 – „Invece no”/„Addio”
- 1971 – „Mamma mia”/„Con chi fai l'amore, Mimì”
- 1972 – „Col tempo” („Avec le temps”)/„Una canzone buttata via”
- 1972 – „Donna di balera”/„Bozzoliana”
- 1972 – „Non si vive in silenzio”/„Amare per vivere”
- 1973 – „Un amore di seconda mano”/„Amare inutilmente”
- 1974 – „Il manichino” („De carton piedra”)/„Chopin” („Tio Alberto”)
- 1974 – „Nonostante tutto” („Que va a ser de ti”)/„La donna che amo” („La mujer que yo quiero”)
- 1974 – „Sassi”/„La gatta”
- 1975 – „La ragazza senza nome”/„E' facile amarti”
- 1976 – „Indolence”/„Quando ti amo”
- 1977 – „67 parole d'amore”/„Madama Malinconia”
- 1981 – „Camminando e cercando”/„Zena”
- 1981 – „Tu no”/„Livorno”
- 1984 – „Una lunga storia d'amore”/„I cinque sensi”
- 1985 – „Ti lascio una canzone”/„Coppi”
- 1986 – „Come il sole all'improvviso”/„Una ragione per vivere”
- 1986 – „Da lontano”/„Tema di Anna”
- 1990 – „Per te Armenia”/„Sono caduti”
- 1991 – „Quattro amici” (extended mix)/„Quattro amici” (ATJ version)
- 1992 – „La bella e la bestia”/„Beauty and the beast” (Angela Lansbury, Gino Paoli/Amanda Sandrelli)
- 2003 – „La gatta”/„La gatta” (strumentale)